# Abbaye de Gerleve
L'abbaye de Gerleve dédiée à saint Joseph est une abbaye bénédictine appartenant à la congrégation de Beuron. Elle se trouve en Allemagne entre Coesfeld et Billerbeck en Westphalie.

## Histoire
La famille Wermelt fait don en 1899 d'une ferme et d'un terrain aux moines de l'abbaye de Beuron afin d'y construire une maison de l'Ordre de Saint-Benoît. Le prieuré est érigé en abbaye en 1904 et l'abbé Raphaël Molitor est nommé en 1906.
La communauté est expulsée par les autorités nationales-socialistes en 1941 pour y installer un établissement de la Hitler Jugend puis début 1945 un hôpital militaire de la Luftwaffe. Les PP. Augustin Hessing (1897-1975) et Gregor Schwake (1892-1967) sont arrêtés et déportés au camp de Dachau. Après la guerre, Gerleve sert d'hôpital pour d'anciens prisonniers militaires soviétiques et polonais.
Les moines retrouvent Gerleve en 1946. Ils fondent le prieuré de Nütschau près de Bad Oldesloe dans le Schleswig-Holstein en 1951.
Le cimetière de l'abbaye comporte les sépultures de prisonniers de guerre soviétiquesl.
Les moines étaient au nombre de 30 en octobre 2024.

## Activités

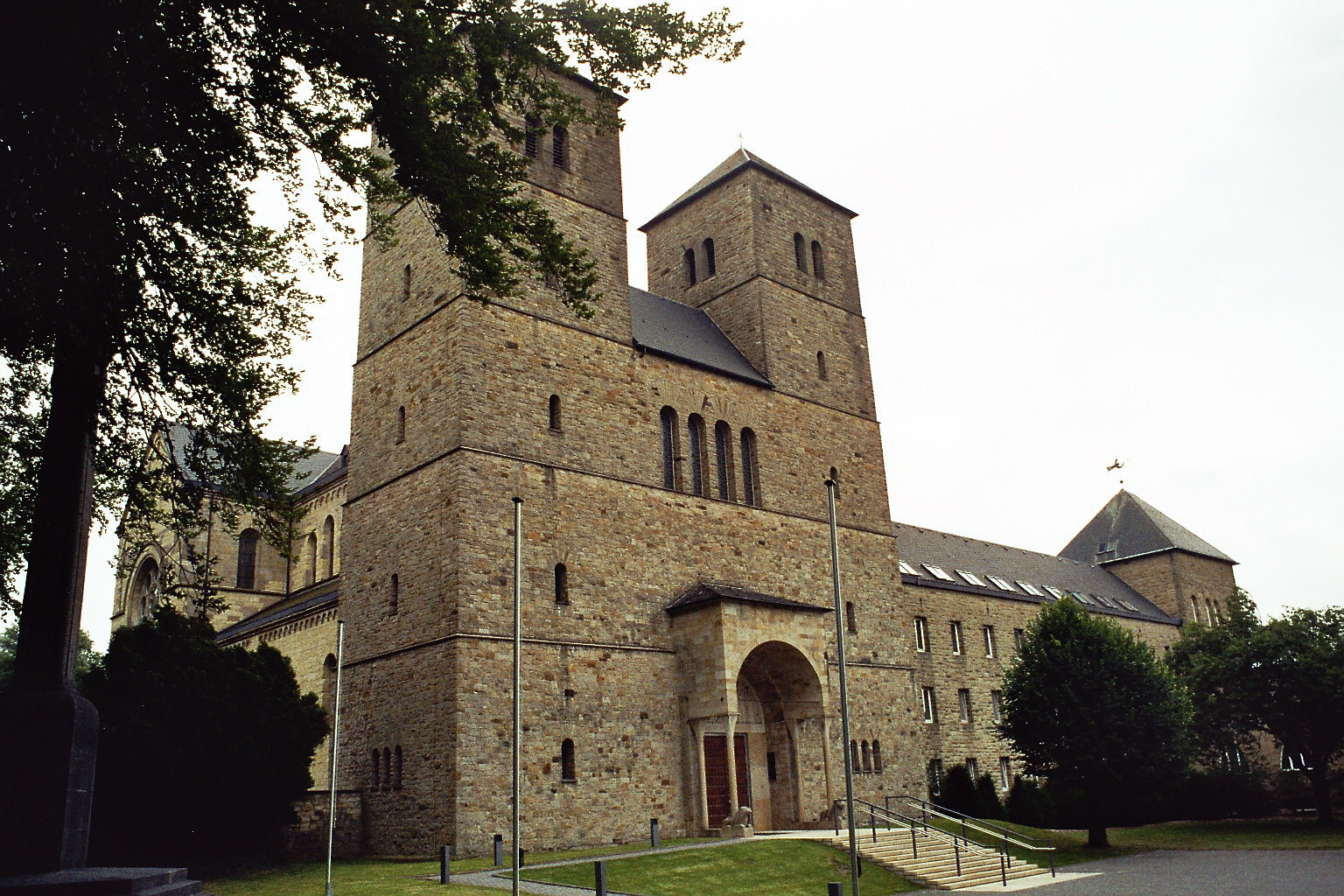
Vue de l'église abbatiale

Les bénédictins, fidèles à leur tradition, accueillent des groupes ou des personnes dans deux maisons pour des retraites ou des cycles de conférences : à la Maison de Ludgerirast et à la Maison Saint-Benoît.
Elle peut accueillir aussi en clôture une dizaine de retraitants.

## Abbés
- P. Raphaël Molitor 1906-1948
- P. Pius Buddenborg 1948-1976
- P. Clemens Schmeing 1976-1999
- P. Pius Engelbert 1999-2006
- P. Laurentius Schlieker 2006 (d'abord prieur-administrateur pour trois ans, 2009 abbé) - 2020
- P. Andreas Werner depuis 2020

## Sources
- Traduction des articles Wikipedia en anglais et en allemand